# Rudolf Szonja
Rudolf Szonja (Budapest, 1994. január 22. –) magyar színésznő.

## Életpályája
Szülei Rudolf Péter és Nagy-Kálózy Eszter színművészek. Egy féltestvére (Flóra, 1987) és egy bátyja (Olivér, 1991) van. A Kölcsey Ferenc Gimnáziumban érettségizett. Nyolc évig versenyszerűen vívott a Vasasban, majd Angelus Iván tánciskolájában megismerkedett a kortárstánccal.
2015–2020 között a Színház- és Filmművészeti Egyetem hallgatója, Hegedűs D. Géza, Marton László és Forgács Péter osztályában. Egyetemi gyakorlatát a Vígszínházban töltötte, 2020–2021-ben a társulat tagja.
2021-től a Miskolci Nemzeti Színház színésznője. Szinkronizálással is foglalkozik.
Vőlegénye Tóth Dominik színművész.

## Társulati tagság
- 2020- 2021 Vígszínház
- 2021- Miskolci Nemzeti Színház

## Színházi szerepei
| Bemutató | Szerző                                                        | Előadás címe                          | Szerep                                      | Színház                  | Rendező                 | Szerepátvétel   |
| -------- | ------------------------------------------------------------- | ------------------------------------- | ------------------------------------------- | ------------------------ | ----------------------- | --------------- |
| 1996     | Dés László – Geszti Péter – Békés Pál                         | A dzsungel könyve                     | Túna                                        | Pesti Színház            | Hegedűs D. Géza         | 2020-2022, 2025 |
| 2010     | Hadar Galron                                                  | Mikve                                 | Elisheva                                    | Pesti Színház            | Michal Dočekal          | 2020            |
| 2018     | Vecsei H. Miklós                                              | Kinek az ég alatt már senkije sincsen | Juliska                                     | Pesti Színház            | ifj. Vidnyánszky Attila | 2018-2022       |
| 2018     | Charles Chaplin                                               | A diktátor                            | Anna                                        | Vígszínház               | Eszenyi Enikő           | 2018-2023       |
| 2018     | Molnár Ferenc                                                 | Liliom                                | Hollunder lány                              | Vígszínház               | ifj. Vidnyánszky Attila | 2018-2020       |
| 2019     | Brecht                                                        | Baal                                  | 2. Hölgy / Lány a csapszékben / Parasztlány | Pesti Színház            | Horváth Csaba           | 2019            |
| 2019     | Kovács Adrián – Vecsei H. Miklós – ifj. Vidnyánszky Attila    | A nagy Gatsby                         | Sandacsacsás                                | Vígszínház               | ifj. Vidnyánszky Attila | 2019-2022       |
| 2019     | Szirmai Albert – Bakonyi Károly – Gábor Andor                 | Mágnás Miska                          | Marica                                      | Vígszínház               | Eszenyi Enikő           | 2019-2020       |
| 2020     | Molnár Ferenc                                                 | A doktor úr                           | Lenke                                       | Vígszínház               | Zsótér Sándor           | 2020-2021       |
| 2020     | Florian Zeller                                                | Az apa                                | Laura                                       | Pesti Színház            | Valló Péter             | 2020-2022       |
| 2020     | Florian Zeller                                                | Az apa                                | Egy nő                                      | Pesti Színház            | Valló Péter             | 2020, 2021      |
| 2021     | Ady Endre                                                     | Apró, véres balladák                  |                                             | Forte Társulat           | Horváth Csaba           |                 |
| 2021     | Fred Ebb – John Kander – Joe Masteroff                        | Kabaré                                | Kost kisasszony                             | Vígszínház               | Béres Attila            | 2021-2022       |
| 2021     | Fred Ebb – John Kander – Joe Masteroff                        | Kabaré                                | Helga                                       | Vígszínház               | Béres Attila            | csak megtanulta |
| 2021     | Georges Feydeau                                               | Bolha a fülbe                         | Lucien                                      | Miskolci Nemzeti Színház | Rusznyák Gábor          |                 |
| 2021     | Mihail Bulgakov                                               | A Mester és Margarita                 | Hella                                       | Miskolci Nemzeti Színház | Szőcs Artur             |                 |
| 2022     | Nyikolaj Vasziljevics Gogol                                   | A revizor                             | Marja Antonovna, a polgármester lánya       | Miskolci Nemzeti Színház | Béres Attila            |                 |
| 2022     | Darvasi László                                                | Madárhegy                             | Gonzo lánya                                 | Klakker Társulat         | Darvasi Áron            |                 |
| 2022     | A. A. Milne                                                   | Micimackó                             | Zsebi baba                                  | Miskolci Nemzeti Színház | Béres Attila            |                 |
| 2022     |                                                               | A "K" ügy                             | Lujza                                       | Miskolci Nemzeti Színház | Rusznyák Gábor          |                 |
| 2022     | Betty Comden – Adolph Green – Nacio Herb Brown – Arthur Freed | Ének az esőben                        | Kathy Selden                                | Miskolci Nemzeti Színház | Szőcs Artur             |                 |
| 2023     | Darvas Benedek – Pintér Béla                                  | Gyévuska                              | Aranka                                      | Miskolci Nemzeti Színház | Ascher Tamás            |                 |
| 2023     | Molnár Ferenc                                                 | Az üvegcipő                           | Irma                                        | Miskolci Nemzeti Színház | Keszég László           |                 |
| 2023     | Lázár Ervin                                                   | Berzsián és Dideki                    |                                             | Miskolci Nemzeti Színház | Keszég László           |                 |
| 2023     | Kisfaludy Károly                                              | A tatárok Magyarországon              | Chabi                                       | Miskolci Nemzeti Színház | Szőcs Artur             |                 |
| 2023     | Arthur Miller                                                 | A szálemiek                           | Susanna Walcott                             | Miskolci Nemzeti Színház | Rusznyák Gábor          |                 |
| 2024     | Ray Cooney – John Chapman                                     | Kölcsönlakás                          | Linda Lodge                                 | Miskolci Nemzeti Színház | Béres Attila            |                 |
| 2024     | Fazekas Mihály – Hajós Zsuzsa                                 | Lúdas Matyi                           | Ispán                                       | Miskolci Nemzeti Színház | Markó Róbert            |                 |
| 2024     | William Shakespeare                                           | Rómeó és Júlia                        | Júlia                                       | Miskolci Nemzeti Színház | Béres Attila            |                 |
| 2024     | Weöres Sándor                                                 | A kétfejű fenevad                     | Evelin                                      | Miskolci Nemzeti Színház | Szőcs Artur             |                 |

## Filmes és televíziós szerepei
- Kossuthkifli (2015)
- 200 első randi (2019) – Gimis lány
- A mi kis falunk (2020) – Bea, Piroska unokája
- Ida regénye (2022) – Vica
- Hazatalálsz (2024) – Fiatal Janka

## Szinkron

### Film szinkronszerepei9
| Cím                                        | Szerep                                | Színész              |
| ------------------------------------------ | ------------------------------------- | -------------------- |
| Irma Vep                                   | Maggie Cheung                         | Maggie Cheung        |
| A győzelem nyilai                          | Nadie Logan                           | Chelsea Ricketts     |
| Teljesen idegenek                          | Sofia                                 | Benedetta Porcaroli  |
| Cameron Post rossz nevelése                | Jane                                  | Sasha Lane           |
| Stockholm                                  | Klara Mardh                           | Bea Santos           |
| Szabadúszók (2018)                         | Lola                                  | Noée Abita           |
| Űrdongó                                    | Charlie Watson                        | Hailee Steinfeld     |
| Boldog halálnapot! 2.                      | Andrea 'Dre' Morgan                   | Sarah Yarkin         |
| Dóra és az elveszett Aranyváros            | Dóra                                  | Isabela Merced       |
| Két lépés távolság                         | Stella                                | Haley Lu Richardson  |
| Mami                                       | Stephanie                             | Margaret Fegan       |
| DJ Hamupipőke                              | Belinha                               | Giovanna Grigio      |
| Nyílt titkok                               | Sophie                                | Emily Kusche         |
| Jojo Nyuszi                                | Elsa                                  | Thomasin McKenzie    |
| A nevek dala                               | Helen (fiatalon)                      | Marina Hambro        |
| Wasp Network – Az ellenállók               | Viramontez felesége                   | Anel Perdoma         |
| Emma                                       | Harriet Smith                         | Mia Goth             |
| Ava                                        | Camille                               | Diana Silvers        |
| A remény turnébusza                        | Amber Appleton                        | Auli'i Cravalho      |
| Nagypapa hadművelet                        | Mia                                   | Laura Marano         |
| Lunaria – Kaland a Holdon                  | Fej-fej (hangja)                      | Cathy Ang            |
| Bűvölet – Az örökség                       | Lily                                  | Cailee Spaeny        |
| Charm City királyai                        | Nicki                                 | Chandler DuPont      |
| A vár                                      | Monika                                | Barbora Bareikyte    |
| A szerelem kémiája                         | Grace Town                            | Lili Reinhart        |
| 'Ohana: Az igazi kincs nyomában            | Hana                                  | Lindsay Watson       |
| Moxie, avagy a vagány csajok visszavágnak  | Vivian                                | Hadley Robinson      |
| Kutyák és macskák 3. – A mancs parancs     | Zoe                                   | Sarah Giles          |
| Démonok között 3. – Az ördög kényszerített | Debbie Glatzel                        | Sarah Catherine Hook |
| A kívánságsárkány                          | Lina (hangja)                         | Natasha Liu Bordizzo |
| Croodék: Egy új kor                        | Dawn Jobbagy (hangja)                 | Kelly Marie Tran     |
| A srác nem jár egyedül                     | Alden                                 | Madison Pettis       |
| Barátzóna                                  | Alexandra                             | Constance Arnoult    |
| Tick, Tick... Boom!                        | Susan                                 | Alexandra Shipp      |
| Egy ház, három család                      | Mabel (hangja)                        | Mia Goth             |
| Királyi bánásmód                           | Isabella                              | Laura Marano         |
| BigBug                                     | Nina Barelli                          | Marysole Fertard     |
| A texasi láncfűrészes mészárlás            | Lila                                  | Elsie Fisher         |
| Beugró a Paradicsomba                      | Lily Cotton                           | Kaitlyn Dever        |
| Mrs. Harris Párizsba megy                  | Natasha                               | Alba Baptista        |
| A Mardini nővérek                          | Sarah Mardini                         | Manal Issa           |
| 7 nő és egy rejtély                        | Caterina                              | Benedetta Porcaroli  |
| Hűséges barátnők                           | Yara Backer                           | Hannah Hoekstra      |
| Micimackó: Vér és méz                      | Mary                                  | Paula Coiz           |
| Shazam!: Az istenek haragja                | Anthea                                | Rachel Zegler        |
| Hangyák a gatyában 3                       | Francoise                             | Vivien König         |
| Az ablakomon át: A tengeren túl            | Vera                                  | Andrea Chaparro      |
| Ruby Gillman, tinikráken                   | Ruby Gillman (hangja)                 | Lana Condor          |
| Becky bosszúja                             | Becky                                 | Lulu Wilson          |
| Volt egyszer egy stúdió (rövidfilm)        | főiskolai gyakornok                   | Renika Williams      |
| Rebel Moon: 1. rész – A tűz gyermeke       | Sam                                   | Charlotte Maggi      |
| Az ablakomon át 3. – Téged nézlek          | Vera                                  | Andrea Chaparro      |
| Priscilla                                  | Priscilla Presley                     | Cailee Spaeny        |
| Rebel Moon: 2. rész – A sebejtő            | Sam                                   | Charlotte Maggi      |
| A spanyol futár                            | Leticia                               | María Pedraza        |
| Egy részed                                 | Elin                                  |                      |
| A tökfilkó                                 | Isabeau/Sandra                        | Clara Joly           |
| Fák jú, Chantal                            | Amália 'Borsi' von Kannstein hercegnő | Maria Ehrich         |
| Malu                                       | Joana                                 | Carol Duarte         |
| Nő a reflektorfényben                      | Amy                                   | Autumn Best          |
| La Dolce Villa                             | Olivia                                | Maia Reficco         |
| Potyanászút                                | Élodie                                | Clara Joly           |
| Nem hiszek a szemednek                     | Leire                                 | Ana Jara             |

### Sorozat szinkronszerepei
| Cím                                   | Szerep                              | Színész           |
| ------------------------------------- | ----------------------------------- | ----------------- |
| Salem                                 | Mercy Lewis                         | Elise Eberle      |
| A nagy pénzrablás                     | Alison Parker                       | María Pedraza     |
| Cobra Kai                             | Samantha LaRusso                    | Mary Mouser       |
| Jurassic World: Krétakori tábor       | Yasmina 'Yaz' Fadoula (hangja)      | Kausar Mohammed   |
| A Bridgerton család                   | Daphne Bridgerton                   | Phoebe Dynevor    |
| Harcos apáca                          | Camila nővér                        | Olivia Delcán     |
| Easttowni rejtélyek                   | Erin McMenamin                      | Cailee Spaeny     |
| Mise éjfélkor                         | Leeza                               | Annarah Cymone    |
| Superman és Lois                      | Sarah Cushing                       | Inde Navarrette   |
| Gyilkos a házban                      | Lucy                                | Zoe Colletti      |
| Hit Monkey                            | Haruka                              | Ally Maki         |
| Sexify                                | Natalia Dumala                      | Aleksandra Skraba |
| Szexbajok                             | Laura                               | Tara Hetharia     |
| Az éjféli klub                        | Sandra                              | Annarah Cymone    |
| García!                               | Antonia                             | Veki Velilla      |
| Az örökösnő álarca mögött             | Anna Delvey                         | Julia Garner      |
| Stranger Things                       | Chrissy Cunningham                  | Grace Van Dien    |
| A három nővér                         | Derya Kalender                      | Melisa Berberoğlu |
| A láthatatlan fény                    | Marie-Laure                         | Aria Mia Loberti  |
| A nyolcas műsor                       | Négyes                              | Lee Yul-em        |
| Jó kislányok kézikönyve gyilkossághoz | Pippa Fitz-Amobi                    | Emma Myers        |
| A bank ostroma                        | Maider                              | María Pedraza     |
| Dűne: Prófécia                        | Tula Harkonnen fiatalon             | Emma Canning      |
| Száz év magány                        | Amaranta Buendía                    | Loren Paz Jara    |
| Az élet értelme                       | Léa Schmoll                         | Elsa Guedj        |
| Az eternauta                          | Clara                               | Mora Fisz         |
| Fiatal milliomosok                    | Victorie Varrois                    | Ell               |
| Isztambul enciklopédiája              | Zehra                               | Helin Kandemir    |
| Vasszív                               | Natalie Washington / N.A.T.A.L.I.E. | Lyric Ross        |